# Juan Pereda Asbún
Juan Pereda Asbún (La Paz, 17 de junho de 1931 — Santa Cruz de la Sierra, 25 de novembro de 2012) foi um político boliviano e presidente de seu país entre 21 de julho de 1978 e 24 de novembro de 1978.